# Bisättare

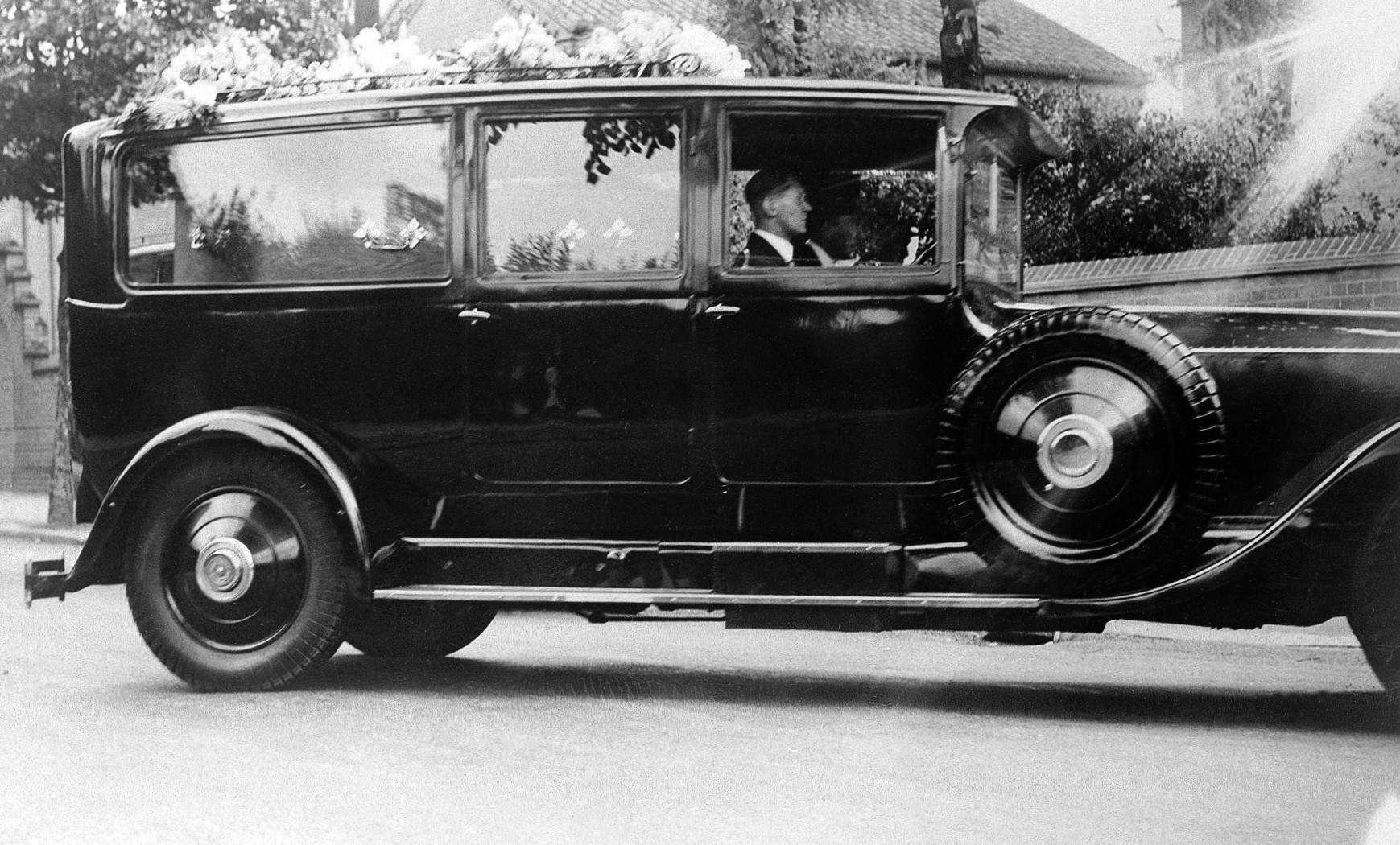
En bisättare i en bårbil i London 1936.

Bisättare är en person som kör bårbilen från och till begravningsplatsen. Chaufförerna arbetar vanligtvis på begravningsbyråerna.